# منير الدسوقي
منير بن محمود بن إبراهيم الدسوقي رئيس مدينة الملك عبد العزيز للعلوم والتقنية في المملكة العربية السعودية بمرتبة وزير منذ 13 يناير 2022.

## الحياة العلمية
حصل على شهادة البكالوريوس في الهندسة الكهربائية من جامعة الملك فهد للبترول والمعادن، وشهادة الماجستير في الهندسة الكهربائية والحاسب الآلي، وشهادة الماجستير في الابتكار وريادة الأعمال من جامعة ماكماستر بكندا، وشهادة الدكتوراه في الهندسة الكهربائية والحاسب الآلي من الجامعة ذاتها.

## الحياة العملية
شغل الدسوقي عدداً من المناصب، منها:
- مساعد وزير الاتصالات وتقنية المعلومات، والرئيس المكلف لمدينة الملك عبد العزيز للعلوم والتقنية.
- مستشار رئيس مجلس إدارة هيئة تنمية البحث والتطوير والابتكار، والمشرف العام على فريق تأسيسها.
- وكيل وزارة الاتصالات وتقنية المعلومات للتخطيط والتطوير، وكبير مستشاري الوزير أحمد بن عقيل الخطيب أثناء مراحل تأسيس قطاعات الصناعات العسكرية والترفيه وجودة الحياة وغيرها.

- المشرف العام على شؤون الابتكار والتصنيع، والمشرف على معهد علم المواد وعلى المركز الوطني للتقنيات المتناهية الصغر (النانو) في مدينة الملك عبد العزيز للعلوم والتقنية.

- أستاذ زائر ومتعاون في جامعات أمريكية، في جامعة كاليفورنيا سانتا باربرا، وكندية كجامعتي تورنتو وماكماستر.

- رئيس للجنة التنفيذية لمنظمة التعاون الرقمي.

- الرئيس المشارك لفريق عمل الاقتصاد الرقمي في مجموعة العشرين ضمن رئاسة المملكة 2020، والرئاسة الإيطالية 2021.
- عضو ورئيس مجلس أمناء جائزة خادم الحرمين الشريفين لتكريم المخترعين والموهوبين.
- رئيس مجلس أمناء جائزة المراعي للإبداع العلمي.
- رئيس مجلس إدارة مركز الثورة الصناعية الرابعة في المملكة العربية السعودية بالتعاون مع المنتدى الاقتصادي العالمي.

بالإضافة إلى عضويته في عدد من مجالس الإدارة: مجلس البحوث العالمي، ومجلس إدارة الهيئة السعودية للفضاء، ومجلس إدارة مؤسسة الملك عبد العزيز ورجاله للموهبة والإبداع «موهبة»، ومجلس إدارة واحة الملك سلمان، ومجلس إدارة المؤسسة العامة للصناعات العسكرية، ومجلس إدارة الهيئة العامة للمساحة والمعلومات الجيومكانية، ومجلس إدارة المركز الوطني للتنافسية، ومجلس إدارة المركز السعودي للأعمال الاقتصادية.

## الجوائز والتكريمات
حاصل على وسام الملك عبد العزيز من الدرجة الأولى، وجائزة خادم الحرمين الشريفين لتكريم المخترعين والموهوبين، إضافة إلى عدة منح وجوائز من مؤسسات وشركات عالمية، كالمجلس الوطني الكندي لبحوث العلوم والهندسة ومركز زيروكس لريادة الأعمال الهندسية وشركة مايكرو-إلكترونيكس الكندية.